# フライデーあるいは太平洋の冥界
『フライデーあるいは太平洋の冥界』（原題 Vendredi ou les Limbes du Pacifique）は、フランスの作家ミシェル・トゥルニエによる1967年の小説。ダニエル・デフォーの『ロビンソン・クルーソー』を再構築した作品である。1967年のアカデミー・フランセーズ・グランプリを受賞した。1971年、トゥルニエは "Vendredi ou la Vie sauvage" （日本語題『フライデーあるいは野生の生活』）というタイトルで若い読者向けに書き直した。

## あらすじ
18世紀、難破船ヴァージニア号のただ一人の生存者ロビンソン・クルーソーは、もう一匹の生存者である犬のテンと共に無人島へ降り立つ。
ロビンソンは現実から逃避し、（完成していないうちから）「脱出号」と名付けた船を制作し、島から脱出しようと試みるが、船が大きく重すぎたので海まで運ぶことが出来ないという失敗により頓挫する。脱出という希望を打ち砕かれたロビンソンは無気力となり、泥と自らの糞便の中で這いずり回る存在にまで堕してしまう。何とか泥から這い上がったロビンソンは、この島を「スペランザ（希望を意味する）」と名付ける。島を探検し、畑を作り、牧畜を行い、魚の養殖をも行う。さらには（自分一人しか守るもののいない）法律・度量衡を定める、そして簡素な水時計を作ることでこの島に「時間」を導入し、この混沌たる島に秩序をもたらそうと奮闘する。
一方でロビンソンは時に時計を止め、嫌悪した泥浸かりに類似した島の洞窟の中のくぼみの中で、疑似的に母の胎内に戻る。その行為の末に彼は自分が一人の自立した男であることを自覚して立ち上がる。その次に彼は動植物のセックスに興味を持つ。更に最後に彼はこのスペランザ島そのものとの交合を行い、娘たち（マンドレイク）を儲ける。
努力の末にロビンソンは、スペランザにある程度の「文明」を築くことに成功する。しかしそれは極めて不安定な空中楼閣であり、しょせんは「文明ごっこ」でしかなかった。
この状況に現れるのが本作の実質的な主人公フライデーである。

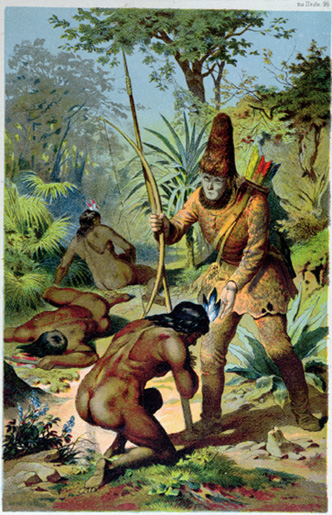
フライデーとロビンソン（これは原作『ロビンソン・クルーソー』の挿絵）

フライデーはロビンソンに命を救われる。その日が金曜日だったのでフライデーとロビンソンが名付け、自らの従者・あるいは奴隷とした。しかしフライデーは主人であるロビンソンに対して表面上は従うものの決してロビンソンに対して屈服したわけではなかった。ロビンソンが構築した「秩序」はフライデーによって次々と壊されていく。ロビンソンが育てた稲田は干上がり、ロビンソンの妻たるスペランザ島を寝取り、そして最後はロビンソンに隠れてタバコを吸っていたところ、その火が火薬に引火して、ロビンソンが文明の象徴としていた彼の住居・礼拝堂・暦を木端微塵に吹き飛ばしてしまう。
しかしこのことで逆に、ロビンソンは自らが構築してきた「秩序」「文明」の戒めから解放される。フライデーは奴隷ではなく、この島における友人であり、先達であり、師ですらあった。
その後、思いがけないことにホワイトバード号というイギリス船がスペランザ島を訪れる。これで本国に帰還できることになったロビンソンだが、本国に帰還してもこの島でフライデーと共に過ごすような幸せを得ることは出来ないと考えたロビンソンは、島に残ることを決意する。ところがフライデーは、ロビンソンを裏切ってイギリス船に乗り込んでしまう。絶望するロビンソンであったが、そこにホワイトバード号から脱走してきた少年が現れ、ロビンソンは彼を「サーズデー（木曜日）」と名付けて共に島で暮らす。

## 原作との違い
原作『ロビンソン・クルーソー』では1659年にロビンソンが無人島に漂着する設定である。これに対して本作では物語の開始は原作から100年ずらした1759年になっている。また原作での舞台は大西洋のカリブの無人島であったが、本作ではチリ沖の太平洋の無人島になっている。

## 日本語訳
- ミシェル・トゥルニエ 著; 榊原晃三 訳『フライデーあるいは太平洋の冥界』岩波書店〈岩波現代選書, 72〉、1982年8月。全国書誌番号:82052667
  - ミシェル・トゥルニエ 著; 榊原晃三 訳『フライデーあるいは太平洋の冥界』岩波書店、1996年10月。ISBN 4000028642
- ミシェル・トゥルニエ 著; 榊原晃三 訳／J・M・G・ル・クレジオ 著; 中地義和 訳『フライデーあるいは太平洋の冥界／黄金探索者』河出書房新社〈池澤夏樹=個人編集 世界文学全集, 2-09〉、2009年4月。ISBN 978-4-309-70961-1

## 評価
池澤夏樹は、この小説を「現代世界の十大小説」と述べている。

## 映像作品
1981年にフランスでテレビ映画 "Vendredi ou la Vie sauvage" が作られた。ロビンソン役をマイケル・ヨーク、フライデー役をジーン・アンソニー・レイが務めている。